# 윤덕선
윤덕선(尹德善, 1921년 1월 11일~1996년 3월 10일)은 의사이자 교육자이다. 호는 일송(一松)이며, 한림대학교의 설립자이다.

## 생애
일송의 생애는 의학도로 성장한 시기(1921~1944), 의사이자 교육자로 활동한 시기(1945~1967), 의료기관과 교육기관의 경영에 주력한 시기(1968~1996)로 구분된다. 일송은 평안남도 용강군에서 출생하여 1938년에는 평양공립고등보통학교를, 1942년에는 경성의학전문학교를 졸업하였다. 졸업 무렵부터 1945년까지 경성의전 부속병원의 외과 조수로 있으면서 백인제가 운영하던 ‘백인제 외과의원’(현재의 서울백병원)에서 외과수련의 생활을 하였다.
일송은 1945년 초 평안도 용강에서, 해방 후 1948년에는 충청남도 홍성에서 각각 성심의원을 개원하면서 본격적인 의료 활동을 시작하였다. 한국전쟁 중에는 김희규, 백낙환 박사와 함께 백병원 재건에 참여하였으며, 미 제 24사단 야전병원에서 근무하면서 혈액 은행 창설을 주도하였다. 이때의 경험으로 선진 의료 기술의 필요성을 느낀 일송은 1954년 7월부터 1956년 8월까지 미국 코네티컷 주의 브리지포트(Bridgeport) 병원에 유학하였다. 귀국 후 1956년 8월에 성신대학(현 가톨릭 의과대학) 의학부 부 교수로 부임한 뒤 가톨릭 의과대학 의학부 부 학장 겸 부속 성모 병원 부원장을 거쳐 1962년부터 1967년까지 가톨릭 중앙의료원 초대 의무 원장을 역임하였다. 1958년 3월에는 의학 박사 학위를 받았다.
일송은 1968년 사단법인 한국의과학연구소를 설립하여 초대 이사장 겸 부설 성심병원의 병원장으로 취임하였다. 이 병원은 국내 최초의 민간 종합병원이었다. 이후 성심병원을 중앙대학교 부속병원으로 운영하게 되면서 일송은 1971년부터 1976년까지 중앙대학교 의과대학 교수 겸 동교 
의무 원장을 역임하였다. 
일송은 1974년 4월에 의료 법인 성심의료재단의 이사장에 취임하면서 전문 의료경영인의 길을 걷기 시작하였다. 1976년에는 미국령 괌(Guam)의 마리아나 의료원 부 이사장이 되어 이 병원을 위탁 운영하였다. 국내에서도 일송은 자신이 1971년 말 개원 하였던 한강성심병원을 운영하면서 1980년에는 강남성심병원, 1984년 말에는 춘천성심병원, 1986년에는 강동성심병원을 개원하는 등 의료 서비스 확대에 주력하였다. 
한편 일송은 의학을 비롯한 교육 전반의 인재  양성에도 노력하였다. 1981년 춘천의 성심여자대학 교정을 인수하여 1982년 1월 학교 법인 일송학원을 설립하고 초대 이사장에 취임하였다. 동년 3월에 개교한 한림대학은 빠르게 성장하여 1989년 종합대학인 한림대학교로 승격되었다. 일송은 1989년 일송학원 이사장직에서 물러나 명예 이사장이 된 후에도 1990년 한림과학원을 설립하고 운영위원장을 맡아 기초 학문의 육성에 주력하였다. 

## 참고 문헌
- 『한림대학교25년사(1982-2007)』, 2007년, 한림대학교
- 『숨은 거인의 길』, 2001년, 小花